# The Mooche
Clip vidéo
[vidéo] « Duke Ellington - The Mooche », sur YouTube
[vidéo] « The Mooche - Duke Ellington and his Orchestra (télévision) », sur YouTube
The Mooche (le clochard, en anglais) est un célèbre standard de jazz-jazz blues américain, composé par Duke Ellington et Irving Mills, et enregistré en 1928 avec leur big band jazz chez Okeh Records à New York,,, un des succès les plus emblématiques de leur carrière.

## Historique
Ce célèbre standard de jazz blues de l'ère du jazz des années 1920-années 1930, est une des premières compositions et importants succès[réf. nécessaire] du début de la carrière de Duke Ellington (1899-1974).

Duke Ellington et son orchestre big band jazz
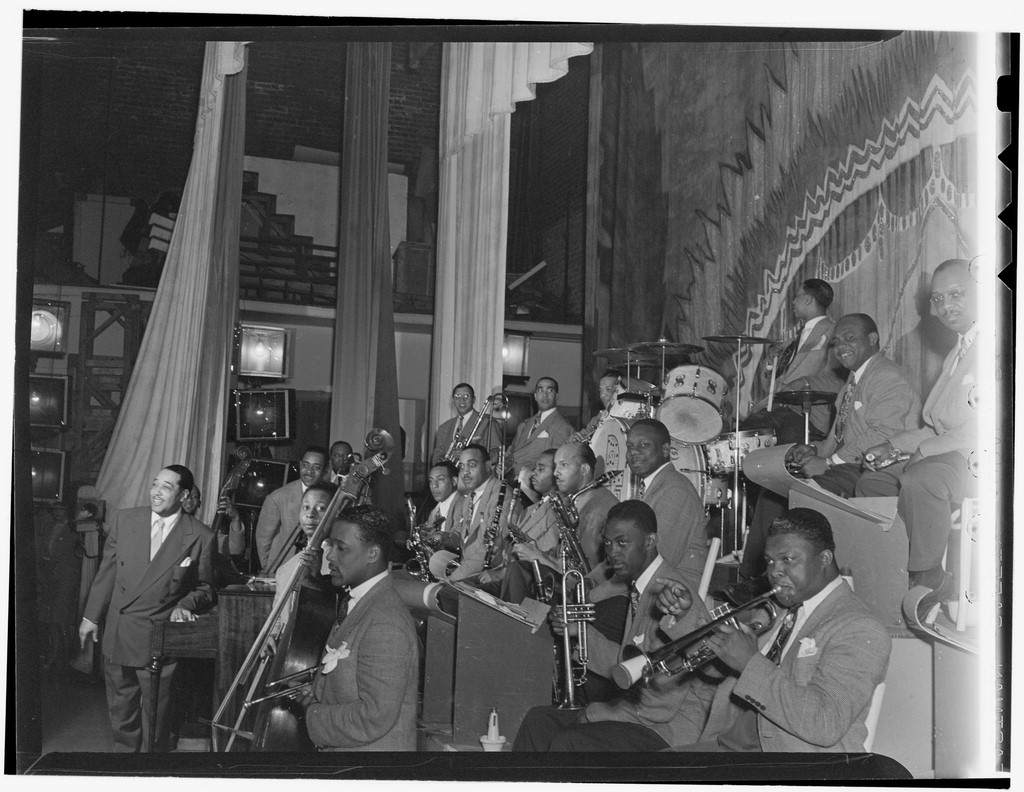
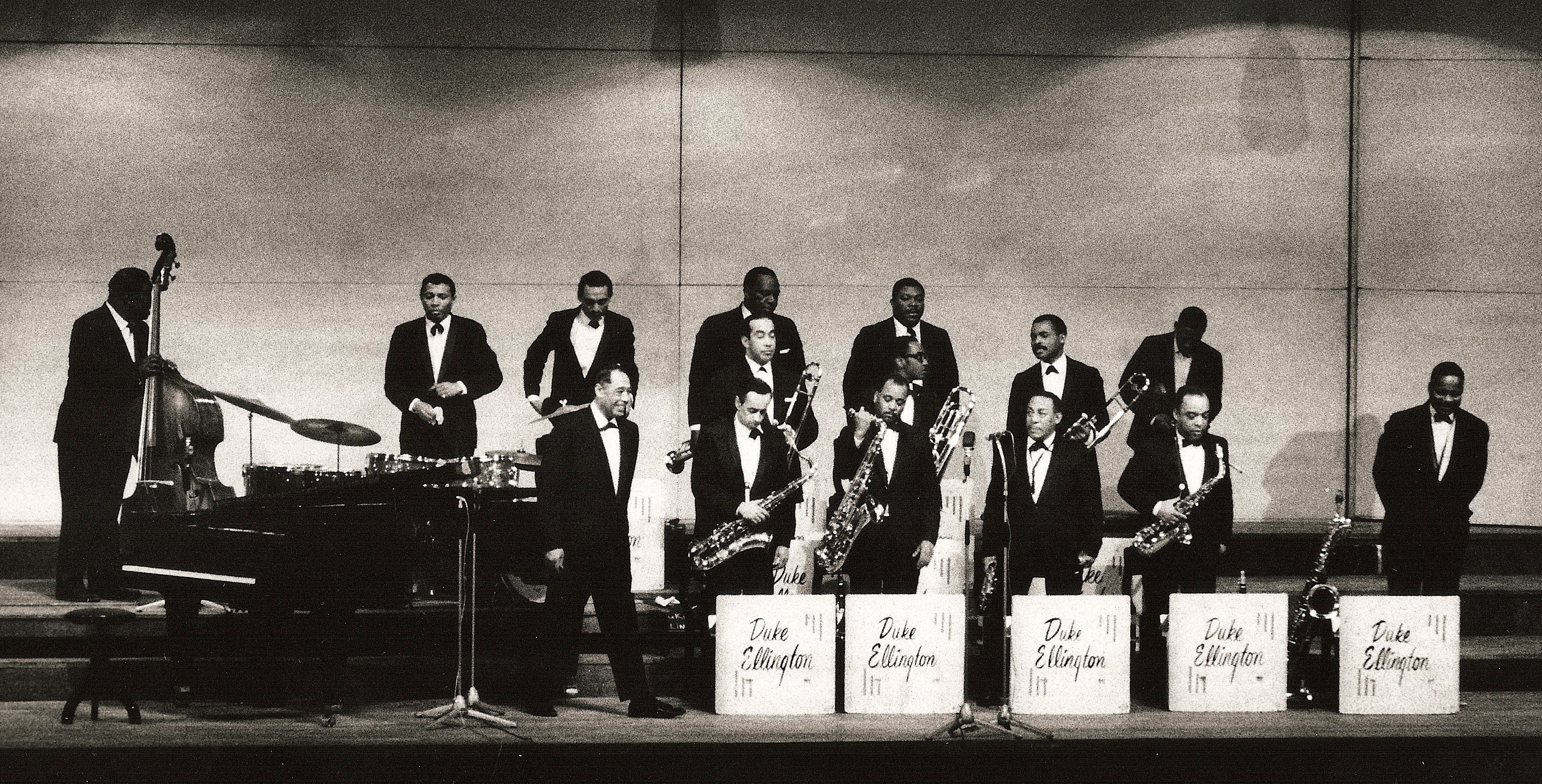
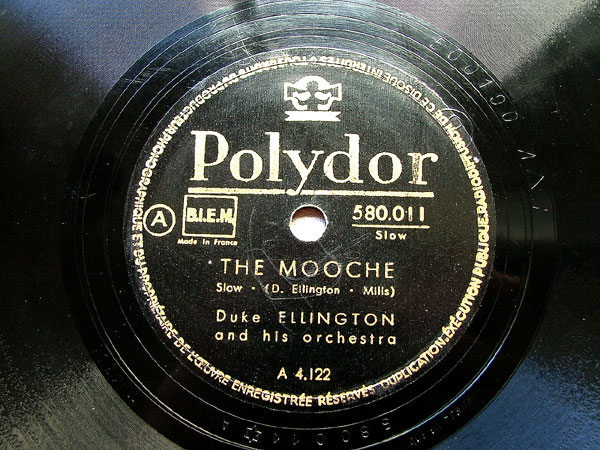

Ce standard est composé avec son producteur-compositeur Irving Mills, sur le thème du vagabondage, avec son célèbre swing lancinant « style Jungle », inspiré d'airs de marche funèbre jazz funeral de jazz Nouvelle-Orléans-Early Jazz, avec ses célèbres effets wah-wah caractéristiques de sourdines, et effets scat de sa choriste Baby Cox. Le titre The mooche (le clochard en argot new-yorkais) fait référence, selon Duke Ellington, à « une certaine démarche paresseuse, propre à certains habitants de Harlem », où il vit et participe au mouvement Renaissance de Harlem. Ce titre fait partie des nombreux classiques du répertoire de sa carrière, réédité entre autres dans son album Ellington Uptown de 1952, et repris et interprété par de nombreuses stars de l'histoire du jazz, dont entre autres Wynton Marsalis.
Duke Ellington se produit à l'époque en vedette au célèbre club de jazz Cotton Club de Harlem à New York, avec son big band « Washingtonians » sous le nom de Duke Ellington And His Cotton Club Orchestra, avec entre autres ses célèbres musiciens de l'époque Bubber Miley, Barney Bigard, Arthur Whetsol, Joe Nanton, Johnny Hodges, Harry Carney, Fred Guy, Lonnie Johnson, Wellman Braud, et Sonny Greer... Cab Calloway rivalise de succès à cette même époque, dans ce même club de jazz, avec Duke Ellington, avec entre autres avec son tube de jazz scat Minnie the Moocher (Minnie la clocharde), de 1931, également composé avec Irving Mills , un des plus importants succès de sa carrière, et de l'histoire du jazz.

## Big band jazz de Duke Ellington
- Duke Ellington : piano, chef d'orchestre[12]
- Johnny Hodges : saxophone
- Barney Bigard : saxophone
- Harry Carney : saxophone
- Joe Nanton : trombone
- Bubber Miley : trompette
- Arthur Whetsol : trompette
- Louis Metcalf : trompette
- Fred Guy : banjo
- Lonnie Johnson : banjo
- Wellman Braud : contrebasse
- Sonny Greer : batterie
- Baby Cox : chant scat

## Albums
- 1952 : Ellington Uptown

## Cinéma
- 1984 : Cotton Club, de Francis Ford Coppola, avec Richard Gere, sur la vie des années 1930 de Duke Ellington et Cab Calloway au Cotton Club[13].
- 1991 : La Famille Addams, de Barry Sonnenfeld (musique du film).